# Руф (район Афін)

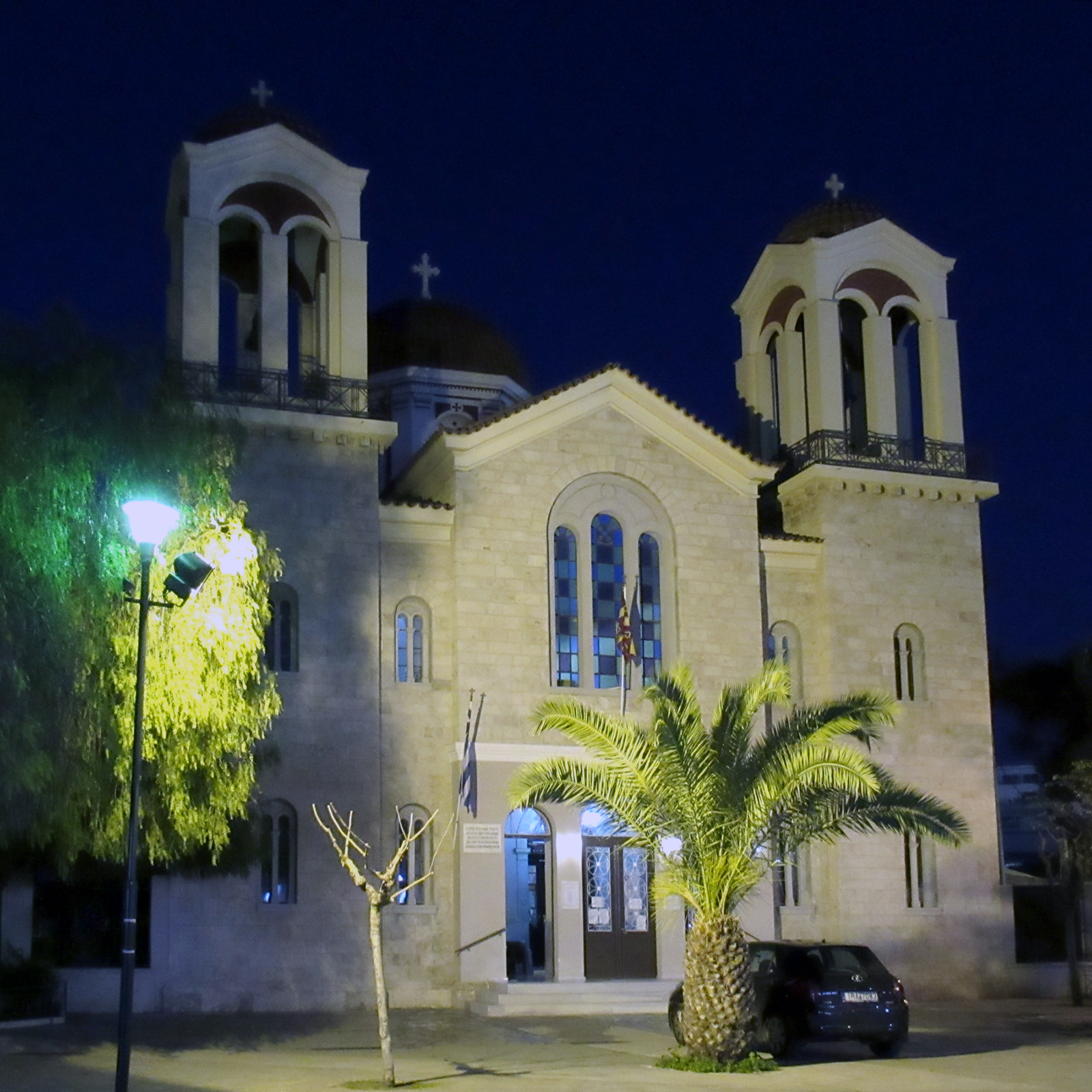
Церква Св. Василя

Руф (грец. Ρουφ) — район на півночі Афін, розташований на південний хзахід від Омонії, обмежений вулицями Пірейською (Πειραιώς) та Петроса Ралліс (Πέτρου Ράλλη).
Руф — один перших суто промислових районів Афін, проте в останні десятиліття більшість промислових потужностей була перенесена. Напередодні Олімпіади 2004 року в Афінах у районі Руф, як і у Гуді, зведено кілька спортивних споруд.
На території району побудована станція Організації грецьких залізниць «Руф». Тут базується футбольний клуб «Руф», який в сезоні 2009-2010 грав у третьому національному дивізіоні Гамма Етнікі.